# Nova Peris-Kneebone
Nova Maree Peris-Kneebone  (ur. 25 lutego 1971 w Darwin) – australijska hokeistka na trawie i lekkoatletka, złota medalistka olimpijska z Atlanty.
Z reprezentacją Australii w hokeju triumfowała na IO 96, sięgając po złoto jako pierwszy Aborygen w historii. Z kadrą brała udział m.in. w mistrzostwach świata w 1994 (tytuł mistrzowski) oraz kilku turniejach Champions Trophy (zwycięstwa w 1993, 1995).
W następnych latach startowała w zawodach lekkoatletycznych, specjalizowała się na dystansie 200 i 400 metrów. Na igrzyskach wspólnoty narodów w 1998 zwyciężyła na dystansie 200 metrów i w sztafecie 4 x 100 m. Trzykrotnie brała udział w mistrzostwach świata, w 2000 drugi raz w karierze (pierwszy raz jako lekkoatletka) reprezentowała Australię w igrzyskach olimpijskich zajmując m.in. piąte miejsce w sztafecie 4 x 400 metrów. Zarówno w eliminacjach, jak i w biegu finałowym Australijki poprawiały rekord kraju w tej konkurencji, rezultat z finału – 3:23,81 jest aktualnym rekordem Australii i Oceanii. Peris-Kneebone sześciokrotnie zdobywała medale mistrzostw kraju na różnych dystansach sprinterskich, w tym złoto w biegu na 400 metrów w 2001.
Ma dwoje dzieci ze swoim byłym mężem (para wzięła rozwód) Danielem Batmanem – australijskim lekkoatletą, sprinterem (olimpijczykiem), który zginął w 2012 w wypadku samochodowym.

## Rekordy życiowe
- bieg na 100 metrów – 11,23 (1998)
- bieg na 200 metrów – 22,74 (1999)
- bieg na 300 metrów – 36,83 (2000)
- bieg na 400 metrów – 51,28 (2000)